# Capulinia crateraformis
Capulinia crateraformis är en insektsart som beskrevs av Hempel 1900. Capulinia crateraformis ingår i släktet Capulinia och familjen filtsköldlöss. Inga underarter finns listade i Catalogue of Life.